# Bunium nudum
Bunium nudum är en flockblommig växtart som först beskrevs av George Edward Post, och fick sitt nu gällande namn av H.Wolff. Bunium nudum ingår i släktet jordkastanjer, och familjen flockblommiga växter. Inga underarter finns listade i Catalogue of Life.